# Indietro nel tempo
Indietro nel tempo (Time and Again, 1970) è un romanzo illustrato dello scrittore statunitense Jack Finney. Classificabile come romanzo di fantascienza, si inserisce nel filone dedicato ai viaggi nel tempo, costituendosi come uno dei capisaldi del genere.
Indietro nel tempo ha avuto una grande fortuna di critica e di pubblico. Robert Redford ne ha acquistato i diritti per farne un film, mai realizzato. Nel 1995, poco prima di morire, Finney ha pubblicato il seguito del romanzo, intitolato From Time to Time.
Il libro è corredato da foto e disegni che rappresentano vari aspetti della New York degli ultimi anni del XIX secolo, che nel testo si fingono scattate o realizzati dal protagonista.

## Trama
(Jack Finney, Indietro nel tempo, traduzione di Marco Pinna e Riccardo Valla)
Il giovane grafico pubblicitario newyorkese Simon Morley viene coinvolto in un progetto segreto del governo degli Stati Uniti che mira a sperimentare la possibilità del viaggio nel tempo. Ispirandosi alle teorie di Albert Einstein, infatti, il dottor Danziger ha concepito un modo innovativo per andare nel passato, che non prevede l'uso di macchine di sorta. Simon accetta, anche perché la sua vita non è particolarmente vivace: ha degli amici, una ragazza, ma prova una certa insoddisfazione esistenziale, e dunque aderisce completamente al progetto. Inizialmente destinato alla San Francisco del 1901, Simon chiede invece di poter andare nella New York del 1882: c'è infatti un mistero, legato agli avi del patrigno della sua ragazza, che intende risolvere lì.
Dopo un lungo addestramento, finalmente Simon riesce a passare, e si ritrova nella New York del 1882: nel corso delle sue indagini, affitta una stanza in una casa privata, dove conosce una ragazza - Julie Charbonneau - di cui si innamora. Gli eventi, tuttavia, lo coinvolgono troppo, finché una notte - cercando di sfuggire alla polizia di New York, che per errore sta dando la caccia a lui e a Julie - Simon non riporta sé e la ragazza nel XX secolo. Inizialmente, Simon medita di restarvi con Julie: quando tuttavia si rende conto degli orrori della nostra epoca (Julie, naturalmente, ignora l'esistenza della prima e della seconda guerra mondiale), decide di rimandarla indietro, rassegnandosi a non vederla più. Uno degli uomini coinvolti nel progetto, infatti, ha commesso delle alterazioni nel passato che hanno provocato la scomparsa, nella nostra epoca, di una persona: a causa di un paradosso temporale costui non è mai nato, e Danziger - sconvolto da una simile conseguenza della sua invenzione - ha bloccato gli esperimenti.
Simon scopre tuttavia che il governo non ha finanziato il progetto per scopi esclusivamente scientifici: grazie alle scoperte fatte dallo stesso Simon nel 1882, il governo degli Stati Uniti ha trovato il modo, alterando il passato, di far sì che Cuba diventasse - fin dalla fine dell'Ottocento - uno stato dell'Unione, impedendo così sul nascere la rivoluzione di Fidel Castro e i conseguenti problemi politici. Quando gli viene chiesto di compiere questa missione, Simon finge di accettare, ma - tornato nel 1882 - impedisce invece che i genitori di Danziger si conoscano: Danziger non nascerà dunque mai, e il progetto non verrà mai avviato. Ugualmente, Simon non potrà più tornare al XX secolo: ma nel corso dei suoi viaggi ha imparato ad apprezzare la società meno consumistica e più genuina dell'Ottocento, e in più ha Julie; decide dunque di restare.

## Il viaggio nel tempo
(Jack Finney, Indietro nel tempo)
Indietro nel tempo trae spunto da una riflessione di Einstein sulla relatività del tempo: il "qui ed ora" sarebbe una percezione soggettiva, mentre le varie epoche coesisterebbero e sarebbero potenzialmente accessibili l'una con l'altra. Precisi luoghi, rimasti inalterati tra le epoche, sarebbero dunque altrettanti "passaggi" in quanto coesistenti - identici - su diversi piani temporali: il viaggiatore nel tempo di Finney dovrà dunque porsi in uno di questi luoghi (per Simon viene ricostruita perfettamente una stanza del Dakota Building, condominio newyorkese divenuto tristemente celebre nel 1980 perché lì abitava e lì di fronte vi venne ucciso John Lennon, ma altri personaggi del romanzo vengono collocati in aree analogamente inalterate, ed uno perfino in una guglia della Cattedrale di Notre-Dame per accedere alla Parigi del XIV secolo) e liberare la propria mente, attraverso l'autoipnosi, di ogni informazione relativa alla propria epoca. L'importante, infatti, è convincersi di essere nell'epoca in cui si vuole andare, sentirla viva e pulsante: non a caso, l'addestramento di Simon consiste nell'imparare a vedere l'Ottocento, a percepire gli oggetti di quell'epoca non come anticaglie da museo ma come oggetti che un tempo avevano avuto una propria utilità, visualizzare la realtà come una persona dell'Ottocento avrebbe fatto.
Quest'idea di viaggio nel tempo, che non prevede l'uso di nessuna macchina, consente a Finney di raggiungere effetti di singolare finezza e profondità: l'Ottocento viene vissuto da Simon a livello fisico, visivo, tattile; Simon si stupisce, quando Julie non apprezza un ritratto che lui le ha fatto, prima di capire che il "nostro" modo di visualizzare un disegno anche da poche linee essenziali deriva da un'abitudine visuale consolidata a partire dalle avanguardie del primo Novecento, e Julie ha invece bisogno, per capire un'immagine, che questa sia ben definita e ombreggiata secondo lo stile della sua epoca. Ugualmente, Simon resta sorpreso quando vede Julia per la prima volta:
(Jack Finney, Indietro nel tempo)
Finney glissa sottilmente su molti dei cliché relativi al viaggio nel tempo: Simon non incontra nessun personaggio celebre (a parte l'ispettore Byrnes, realmente esistito), né interviene su alcun grande evento della storia. Anzi, a un certo punto - consultando lo scarno elenco telefonico della New York del 1882 - Simon si chiede ironicamente se non possa far visita a Herman Melville, ma poi si chiede cosa avrebbe potuto dirgli se non che Moby Dick gli era piaciuto. Allo stesso modo, Finney tratta con eleganza il tema dei paradossi temporali: al ritorno da ogni missione, i candidati elencano in ordine casuale una serie di informazioni che poi vengono controllate; se qualcosa risulta sbagliata, significa che il passato è stato alterato. È uno di questi errori a far decidere a Danziger di interrompere il progetto: Simon, alla fine del libro, deciderà deliberatamente - e col consenso di Danziger - di alterare il passato, per impedire che il governo degli Stati Uniti si serva del viaggio nel tempo a fini politici.
In From Time to Time, seguito del libro, Simon scopre che è impossibile compiere profonde alterazioni del passato: la "corrente" temporale è troppo forte, e dunque qualsiasi tentativo di modificare la storia radicalmente sarà sempre destinato al fallimento. Tale conclusione collima con le teorie einsteniane, e con quanto aveva detto Danziger in Indietro nel tempo.

## Analisi del libro
(Jack Finney, Indietro nel tempo)
Con Indietro nel tempo Jack Finney non ha solo realizzato un capolavoro della fantascienza, per quanto di una fantascienza romantica e crepuscolare, ma anche un grande omaggio a un secolo - l'Ottocento - per cui Finney nutrì una profonda passione. Indietro nel tempo è un libro animato da intensa nostalgia per un'epoca perduta, un'epoca avvertita come più innocente e incontaminata della nostra. Allo stesso modo, il tema dell'amore di un uomo del XX secolo per una ragazza del XIX è uno dei soggetti preferiti da Finney, scandagliato anche nel racconto The Love Letter, che però - a differenza di Indietro nel tempo - non ha lieto fine.

## Influenze cinematografiche
Il film Kate & Leopold, con Meg Ryan, riproponendo una storia d'amore ambientata a New York tra l'Ottocento e il XX secolo riprende temi simili a quelli di Indietro nel tempo: i ruoli sono tuttavia ribaltati, essendo l'uomo che viene dal XIX secolo, e c'è nel film una maggiore componente ironica.
Il film del 1980 Ovunque nel tempo (Somewhere in Time), diretto da Jeannot Szwarc e tratto da un romanzo di Richard Matheson, omaggia Jack Finney nel personaggio del dott. Finney, che invia il protagonista nell'Ottocento con metodi simili a quelli descritti in Indietro nel tempo.

## Edizioni
(parziale)
- Jack Finney, Time and Again, Simon and Schuster, 1970.
- Jack Finney, Indietro nel tempo, traduzione di Marco Pinna, Riccardo Valla, collana Gli alianti n° 107, Marcos y Marcos, 2004,  p. 448, ISBN 88-7168-386-2.